# Der König Kandaules
Der König Kandaules is een opera van Alexander von Zemlinsky, gecreëerd in 1938, naar een verhaal van André Gide uit 1901: Le Roi Candaule.
Zemlinsky had het stuk al voltooid toen hij naar de Verenigde Staten emigreerde, maar bij zijn dood was nog slechts 30 % van de orkestversie gereed. Omdat de tekst volledig was overgeleverd, kon Zemlinsky-kenner Anthony Beaumont de orkestpartituur geheel uitschrijven. Er werden pogingen ondernomen om de opera in New York te programmeren, maar in het preutse Amerika bleek de zogenaamde “ontuchtige” bedscène in het tweede bedrijf een onoverkomelijk probleem. Daardoor vond de wereldpremière pas plaats door de Hamburgischer Staatsoper op 6 oktober 1996 in een enscenering van Günther Krämer, met decors en kostuums van Gottfried Pilz en onder muzikale leiding van Gerd Albrecht. Sindsdien is het besef doorgedrongen dat Der König Kandaules, samen met Wozzeck en Lulu van Alban Berg en Moses und Aäron van Arnold Schönberg tot de belangrijkste voortbrengselen van het 20ste-eeuwse muziektheater behoort.
Het gegeven van het libretto is tijdloos en snijdt thema’s aan het zoeken naar identiteit, ongelijkheid en machtsmisbruik, vriendschap en loyaliteit, de betrekkelijkheid van rijkdom en vooral: trouw, ware liefde en het delen van geluk. De vrouw die uit bescherming van haar waardigheid zelf ervoor kiest gesluierd door het leven te gaan, geeft aan het verhaal bovendien een actuele betekenis.
Zemlinsky heeft het stuk met enorm meesterschap geschreven. Hij volgt de spanningsopbouw van de tekst in de muziek op de voet en maakt met stijlcitaten uit zijn vroegere werken de opera tot een samenvatting van zijn hele oeuvre. De instrumentatie is met meesterhand gemaakt, met een opvallende rol voor de koperblazers die vaak con sordino spelen, en met een uitgebreid percussie-ensemble (pauken, kleine trom, xylofoon, gong).

## Synopsis
Kandaulus, koning van Lydië, is onmetelijk rijk en wordt omringd door vrienden, die hem met hun gevlei vervelen. Een van hen vindt tijdens een feestmaal een ring in de buik van een vis. Kandaulus ontbiedt de straatarme visser Gyges. Deze vermoordt zijn vrouw, op het moment dat hij verneemt dat een van de vrienden van de koning de liefde met haar heeft bedreven. De koning bewondert deze onvoorwaardelijke daad, beschouwt Gyges als een echte vriend en biedt hem een vertrek in zijn slot aan.

In het tweede bedrijf maakt Kandaulus gebruik van de kracht van de ring, die zijn drager onzichtbaar maakt. Hij nodigt Gyges uit om zich onzichtbaar te maken en zo zijn beeldschone vrouw Nyssia te bekijken. Deze heeft niet door dat het iemand anders dan de koning is die haar vertrek betreedt en bedrijft de liefde met hem.

In het derde bedrijf deelt Nyssia de koning mee dat zij nooit eerder zo’n bijzondere liefdesnacht heeft meegemaakt. Kandaulus kan zijn jaloezie nauwelijks onderdrukken. Gyges maakt zich bekend aan Nyssia, maar omdat zij zich verraden voelt door haar echtgenoot, overreedt zij Gyges de koning te doden en zelf de troon te bestijgen.

## Opname
Er bestaat een CD-opname van het werk onder leiding van Kent Nagano.